# Meek-Kanal
Der Meek-Kanal ist ein schmaler Kanal vor der Westküste der Antarktischen Halbinsel. In der Gruppe der Argentinischen Inseln des Wilhelm-Archipels trennt er die Galíndez-Insel im Südwesten von Grotto Island und Corner Island im Nordosten.
Kartiert und benannt wurde der Kanal von Teilnehmern der British Graham Land Expedition (1934–1937) unter der Leitung des australischen Polarforschers John Rymill. Namensgeber ist der Schiffstechniker und Geodät William McCarter Meek, der bei der Vorbereitung des Expeditionsschiffs Penola beteiligt war.